# Antonio Lubrano
Antonio Lubrano di Scampamorte (Procida, 4 febbraio 1932) è un giornalista e conduttore televisivo italiano.

## Biografia
Giornalista professionista dal 1955, lavora per diversi quotidiani e settimanali come Il Giornale, Il Giornale d'Italia, Oggi, Radiocorriere TV, TV Sorrisi e Canzoni, testata, quest'ultima, di cui è direttore da giugno a settembre del 1967.
Dopo aver curato, su incarico di Luciano Rispoli, la rubrica Il Prisma a Radio Rai, dal 1987 cura la rubrica del TG2 intitolata Diogene. Dal 1989 al 1996 conduce la trasmissione di Rai 3 Mi manda Lubrano, il cui nome sarà mutato in Mi manda Raitre dopo che Lubrano ne lascerà la conduzione. Il programma, che diventerà una trasmissione storica di Rai 3, è dedicato a truffe e raggiri di cui alcuni cittadini italiani sono stati oggetto. È a TMC dal 1997 al 1999: dirige TMC News e conduce alcuni speciali. Dal 2000 in poi è tra gli autori e presentatori di Mattina in famiglia, trasmesso su Rai 2. Per Rai 1, dal 1999 al 2004, conduce il programma di musica lirica All'Opera!, scritto con Pietro Acquafredda, con la regia di Toni Verità. Nel 2001 passa brevemente a Mediaset, dove conduce su Rete 4 il programma I sette vizi capitali, affiancando Paola Perego. Nel 2004 vince il Premio Cimitile con l'opera Pomeriggio di luglio.
Nel 2007 pubblica un libro dedicato alle fiabe per adulti. Nel marzo dello stesso anno Lubrano approda nella blogosfera con Lubrano Risponde, blog con il quale contribuisce a sciogliere dubbi in materia di problemi amministrativi, truffe e diritti negati. Da parecchi anni ha una rubrica il venerdì mattina, all'interno della trasmissione I fatti vostri, in cui risponde a domande poste dai telespettatori riguardo alla pubblica amministrazione e ai diritti dei cittadini. Nella stagione televisiva 2008-2009 la sua rubrica era contenuta nel programma Insieme sul Due, anch'esso in onda su Rai 2.

## Influenza culturale
La parlata, l'accento e la gestualità di Lubrano sono stati oggetto di una imitazione da parte di Gabriele Marconi fra il 1990 e il 1991, in particolare nella trasmissione di Rai 2 Ricomincio da due.

## Filmografia
- Condominio, regia di Felice Farina (1991)

## Programmi radiofonici Rai
- Il prisma (l'Italia in controluce), programma settimanale di Antonio Lubrano, trasmesso da gennaio a febbraio 1964

## Opere
- Pronto, Diogene? Quando la Tv è dalla parte del cittadino, Milano, A. Mondadori, 1990. ISBN 88-04-33067-8.
- Boccarriso, Napoli, Guida, 1991. ISBN 88-7188-023-4.
- Tranelli d'Italia. Viaggio semiserio nel paese più truffaldino del mondo, Milano, Sonzogno, 1993. ISBN 88-454-0553-2.
- Il tornaconto 1995. 365 giorni per vivere meglio e spendere meno, Milano, A. Mondadori, 1994. ISBN 88-04-38804-8.
- Le favole di Lubrano, con Luigi Cammarota, Roma, RAI-ERI, 1997.
- Consumario. Il dizionario dei consumi, con Anna Bartolini, Milano, Baldini & Castoldi, 1998. ISBN 88-8089-511-7.
- Pomeriggio di luglio, Napoli, Guida, 2003. ISBN 88-7188-727-1.
- La spirale del salumiere. C'e un nemico in agguato: l'usura, Cinisello Balsamo, San Paolo, 2007. ISBN 978-88-215-5842-9.
- Ci vorrebbe un'amica. La banca si offre. Ma lo è davvero?, Cinisello Balsamo, San Paolo, 2007. ISBN 978-88-215-5854-2.
- Falpalà. Favole per adulti, Napoli-Roma, Guida-RAI-ERI, 2007. ISBN 978-88-6042-282-8.
- Guida ai consumi contro la crisi. Dalla A alla Z, con Vauro, Chieri, Nuova Giudizio Universale, 2010. ISBN 978-88-904784-3-7.
- L'isola delle zie, Corigliano-Rossano, Ferrari Editore, 2013. ISBN 978-88-980634-3-7